# Osman-pašova mešita
Osman-pašova mešita se nachází v centru města Trebinje v Bosně a Hercegovině.
Mešita byla postavena v roce 1726 a své jméno má po prvním správci města, Osman-pašovi Resulbegovićovi. Je nejstarší stavbou svého druhu ve městě. Roku 1993 byla za války zapálena a poté zničena srbskými silami. Při prvních pokusech o obnovu stavby v roce 2001 však začali Srbové demonstrovat. Nakonec mešita přece jen obnovena byla; znovu slouží věřícím od 10. července 2005.